# Teleste
Teleste är en finländsk elektroniktillverkare av kompletta system och delkomponenter främst för kabel-TV och bredband-marknaden. Företagets huvudkontor ligger i Littois i S:t Karins.